# Vangel Gyula
Vangel Gyula (Vangel Gyula Antal, Budapest, 1888. december 13. – São Paulo, 1964) válogatott labdarúgó, országos bajnok atléta, asztaliteniszező. A Magyar Atlétikai Szövetség egykori elnöke, ügyvéd.

## Pályafutása
Vangel Károly és Elekes Paulina fiaként született. 1909. október 21-én Budapesten, a Ferencvárosban házasságot kötött a nála egy évvel idősebb Klivényi Etelkával, Klivényi Ferenc Demeter lányával. 1923-ban elváltak.

### Labdarúgás
A válogatottban egyetlen alkalommal jutott szerephez: egy 1907 késő őszén lejátszott Ausztria elleni győztes mérkőzésen.

## Sikerei, díjai

### Labdarúgás
- Magyar bajnokság
  - gólkirály: 1907–08, 21 gól[5]

### Atlétika

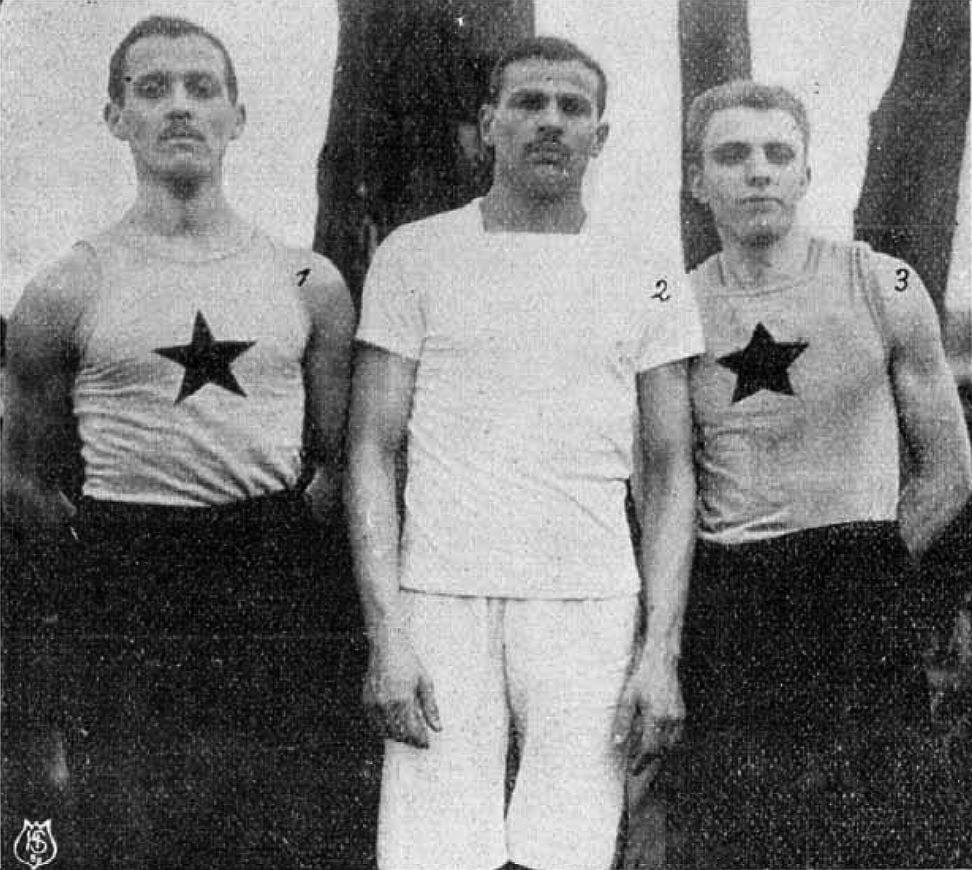
1908. március: A MAC mezei futóversenyének első három helyezettje: 1. Becske Kálmán (MAC), 2. Lovas Antal (MTK), 3. ifj. Vangel Gyula (MAC)

- Mezei futás, csapat
  - bajnok 1910, MAC (Vangel Gyula, Bán Kálmán, Fekete Béla, Becske Kálmán, Antal János)[6]

## Statisztika

### Mérkőzése a válogatottban
| Magyarország | Magyarország      | Magyarország               | Magyarország | Magyarország | Magyarország | Magyarország | Magyarország | Magyarország |
| #            | Dátum             | Helyszín                   | Hazai        | Eredmény     | Vendég       | Kiírás       | Gólok        | Esemény      |
| ------------ | ----------------- | -------------------------- | ------------ | ------------ | ------------ | ------------ | ------------ | ------------ |
| 1.           | 1907. november 3. | Budapest, Millenáris-pálya | Magyarország | 4 – 1        | Ausztria     | barátságos   | -            |              |
|              | Összesen          |                            |              | 1            | mérkőzés     |              | 0            | gól          |

## Külső hivatkozások
- A MAC. mezei versenye a Hornig vándordíjért